# 歷史畫

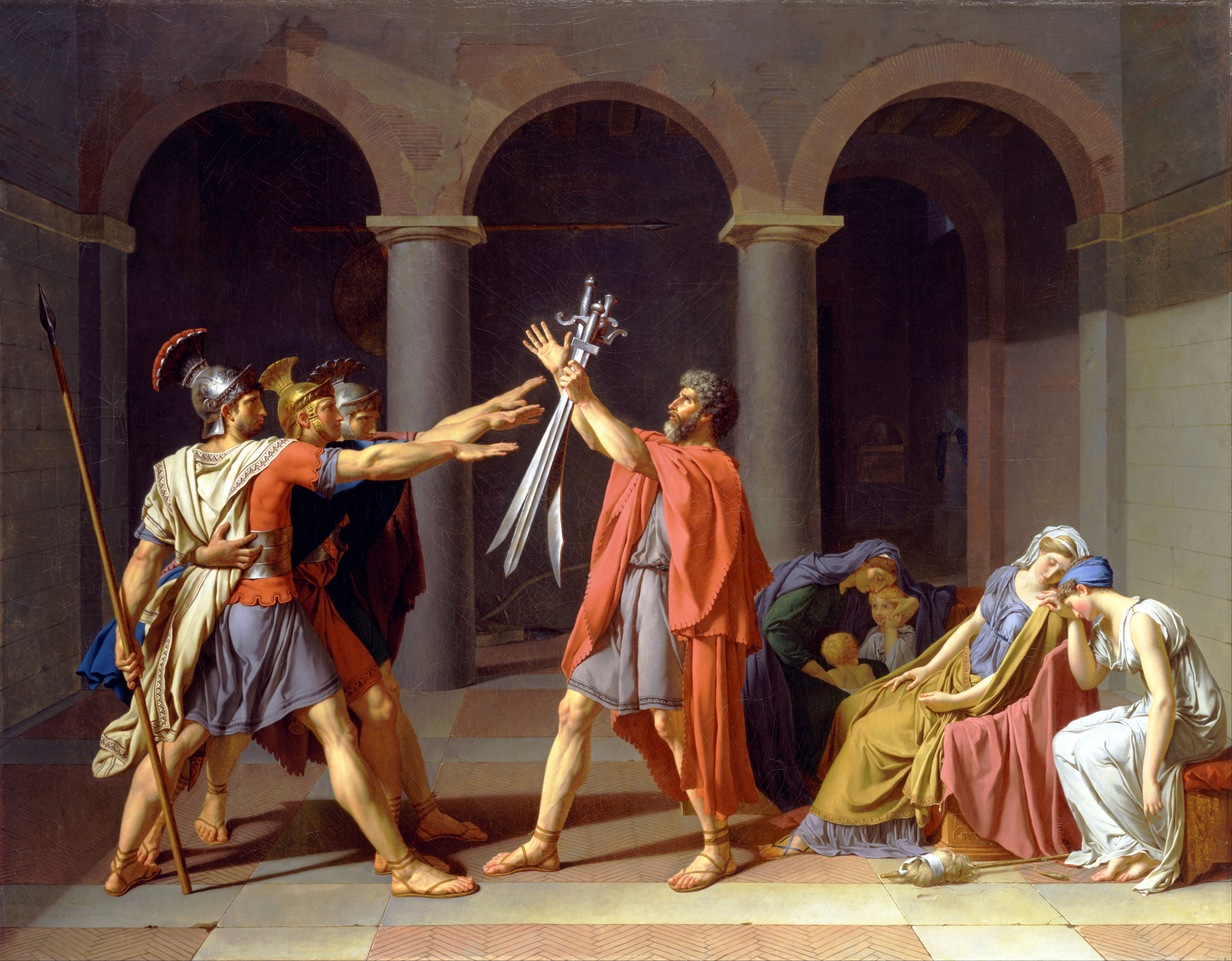
《荷拉斯兄弟之誓》，雅克-路易·大衛，1786

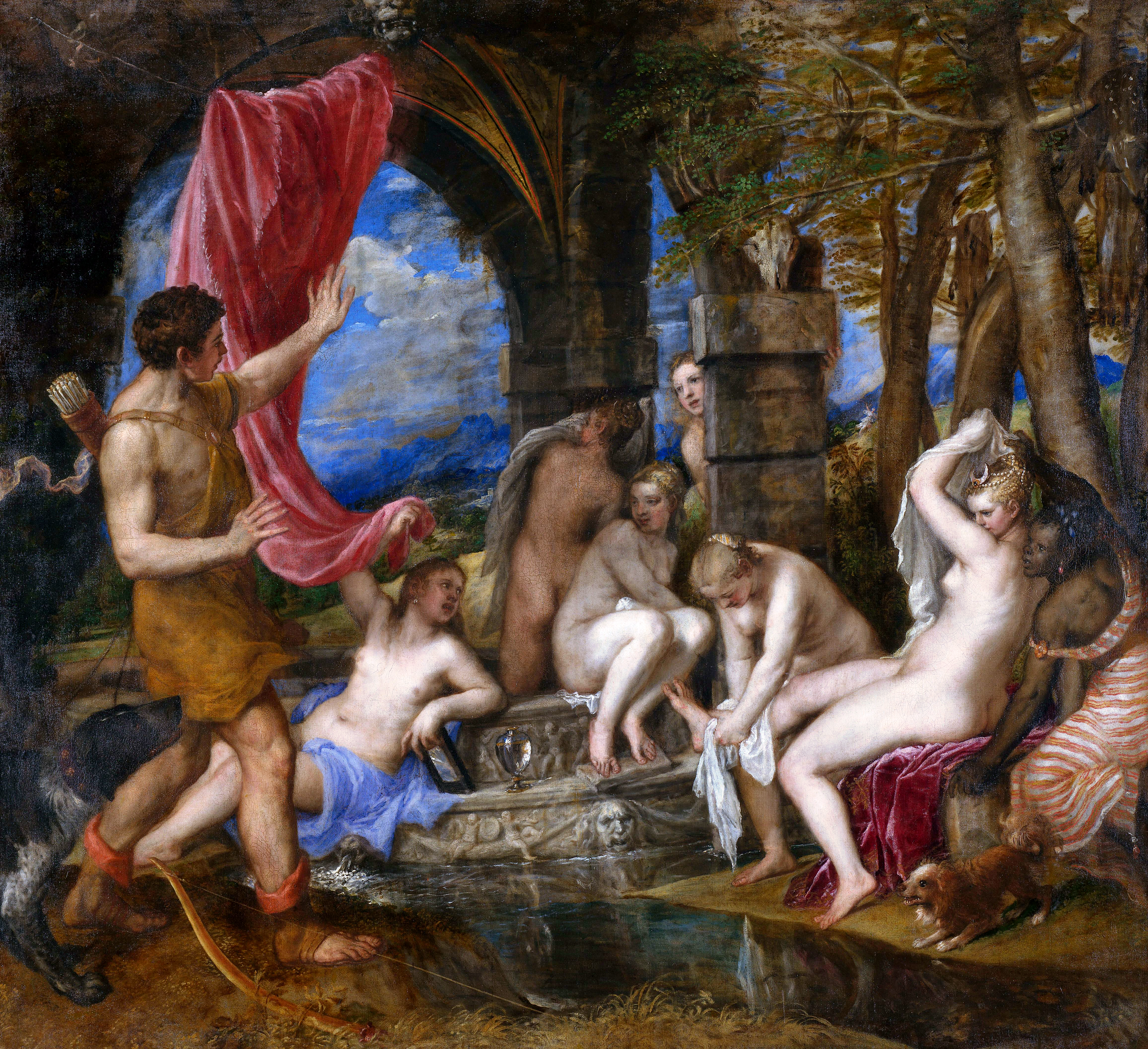
《戴安娜與阿克泰翁》，提香，1556–1559。其中不僅描繪神話人物，也涉及了風景畫和靜物畫要素

歷史畫專指描繪某一故事的畫作，通常有多個人物同時出現。各拉丁語系語言名稱均取自拉丁語或意大利語“historia”，本意是“故事”而非“歷史”，因此並非描繪的都是歷史事件。例如常見的歷史畫主題“基督的一生”及其他種種神話及寓言故事。19世紀之前歷史畫基本為篇幅宏大的布面油畫或壁畫，典型的包括米開朗琪羅的《西斯廷天頂畫》 ，但19世紀之後學院藝術的統治地位動搖，這一詞語也遭到濫用，有時甚至根本不符合其基本定義。
在西方繪畫傳統中，歷史畫是藝術等級中最高的類型，相當於文學中的史詩。莱昂·巴蒂斯塔·阿尔伯蒂在其1436年出版的《論繪畫》中就曾說歷史畫之所以高級，是因為它要求畫家在其他類別上臻于極致，並將歷史具現，從而觸動觀看者。他認為將畫中人物聯係起來是繪製歷史畫的重中之重。